# 賈茲拉州

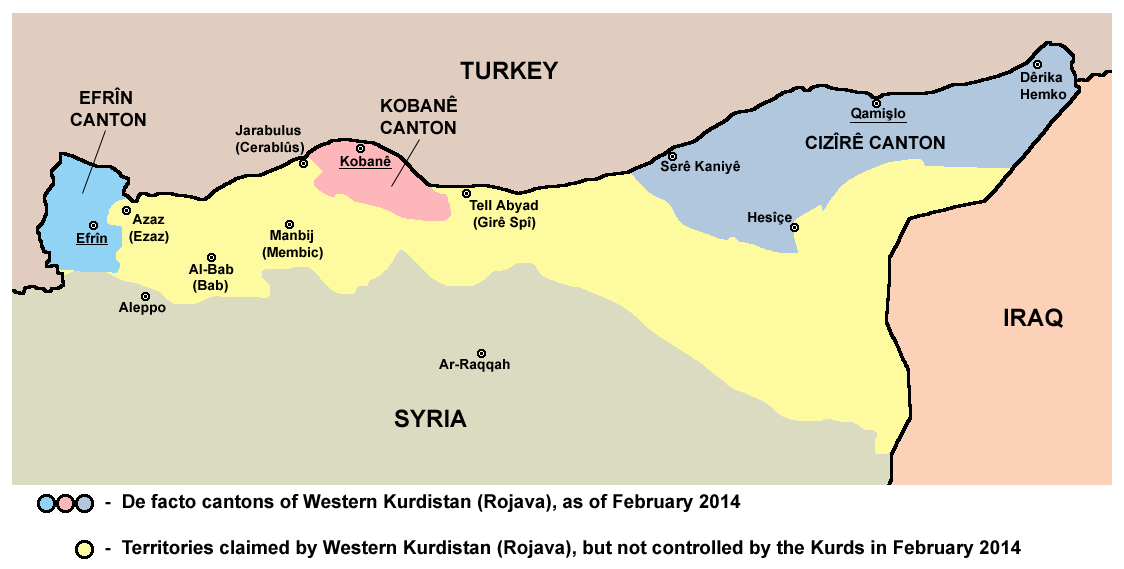
2014年2月北叙利亚民主联邦的三個自治州

2014年2月贾兹拉的情势图

2014年3月的科巴尼州和贾兹拉州（黄色）

贾兹拉州（羅馬化：Pelqo d'Gozarto）是北叙利亚民主联邦中面积最大的一个州，西邻科巴尼州，北面与土耳其接壤，东部则与伊拉克相邻。2014年1月21日宣告自治，目前仍处于罗贾瓦革命之中。
“贾兹拉”的意思是“岛屿”，特指横跨叙利亚与伊拉克两国的美索不达米亚地区。这片地区四面被幼发拉底河与底格里斯河环绕，宛如水中之岛，故名。这片两河相夹的肥沃地带历史上孕育了诸多中东文明，也是许多中东民族的故乡故土，声名显赫，所以北叙联邦以“贾兹拉”命名由处于该地区的联邦领土（当然，去掉了科巴尼州的领土）组成的州。
根据北叙联邦的《社会契约》，卡米什利是杰济拉州首府。 然而，卡米什利仍有部份地区处于阿萨德政权的控制之下，自治州的会议因此在邻近的城市阿穆達举行。 其他贾兹拉州的重要城鎮是哈塞克 、艾因角和马利基耶。
贾兹拉州主要包括库尔德、阿拉伯、叙利亚克和亚美尼亚等四个民族，此外还有车臣、贝都因、雅兹迪等等民族或族群。根据北叙利亚民主联邦的《社会契约》（即宪法），贾兹拉州的各民族权利平等，都能够使用、教授和学习自己的语言和文字。贾兹拉州的官方语言为库尔德语、阿拉伯语和叙利亚语。宗教分布包含伊斯兰教、基督教和雅兹迪。 各派别的基督徒约占贾兹拉州人口的20-30%。
由101名来自州内全部四个民族（库尔德、阿拉伯、叙利亚克、亚美尼亚）的委员共同组成了贾兹拉州最高立法机关——立法委员会。立法委员会选举州最高行政机关行政委员会的共同主席，两位共同主席提名任命共同副主席和下属各分管委员会的共同主席，并经立法委员会投票通过后，组成行政委员会。现任贾兹拉州长是库尔德人Akram Hesso，共同副州长為Arab Hussein Taza Al Azam 和Assyrian Elizabeth Gawrie 。
贾兹拉州的警务治安主要由罗贾瓦公安和隶属叙利亚克联盟党(SUP)的叙利亚克公安（Sutoro）负责。但哈塞克以北哈布尔河流域几座叙利亚克族（即亚述族）村镇的警务治安由隶属于亚述民主党的防卫部队（قوات الناطوري，Natore）负责。此外，准军事武装自卫军（HXP）和民兵部队平民防卫军（Hêzên Parastina Civakî）也有相应安防任务。阿萨德政权现只控制卡米什利城内部分区域、卡米什利机场、哈塞克城内极小的一片区域以及哈塞克城东北的军事基地。

## 地理

### 城市和鄉鎮
- 卡米什利的一部分，另一部分仍然由敘利亞政府控制。
- 哈塞克的一部分
- 艾因角
- 馬利基耶
- 阿穆達
- Al-Darbasiyah（英语：Al-Darbasiyah）
- Al-Qahtaniyah（英语：Al-Qahtaniyah）

## 行政當局
存在人民委員會，不過不清楚其與過渡政府之間的關係。

## 經濟
經濟以農業和石油為主。

## 外部連結
- https://web.archive.org/web/20151124070305/http://kantonrojava.com/en/